# Oasi di Tamantit
L'Oasi di Tamantit è una Zone Umide di Importanza Internazionale (Siti Ramsar), protetta dalla convenzione di Ramsar, che si trova a Tamantit, in Algeria.